# Захват языка

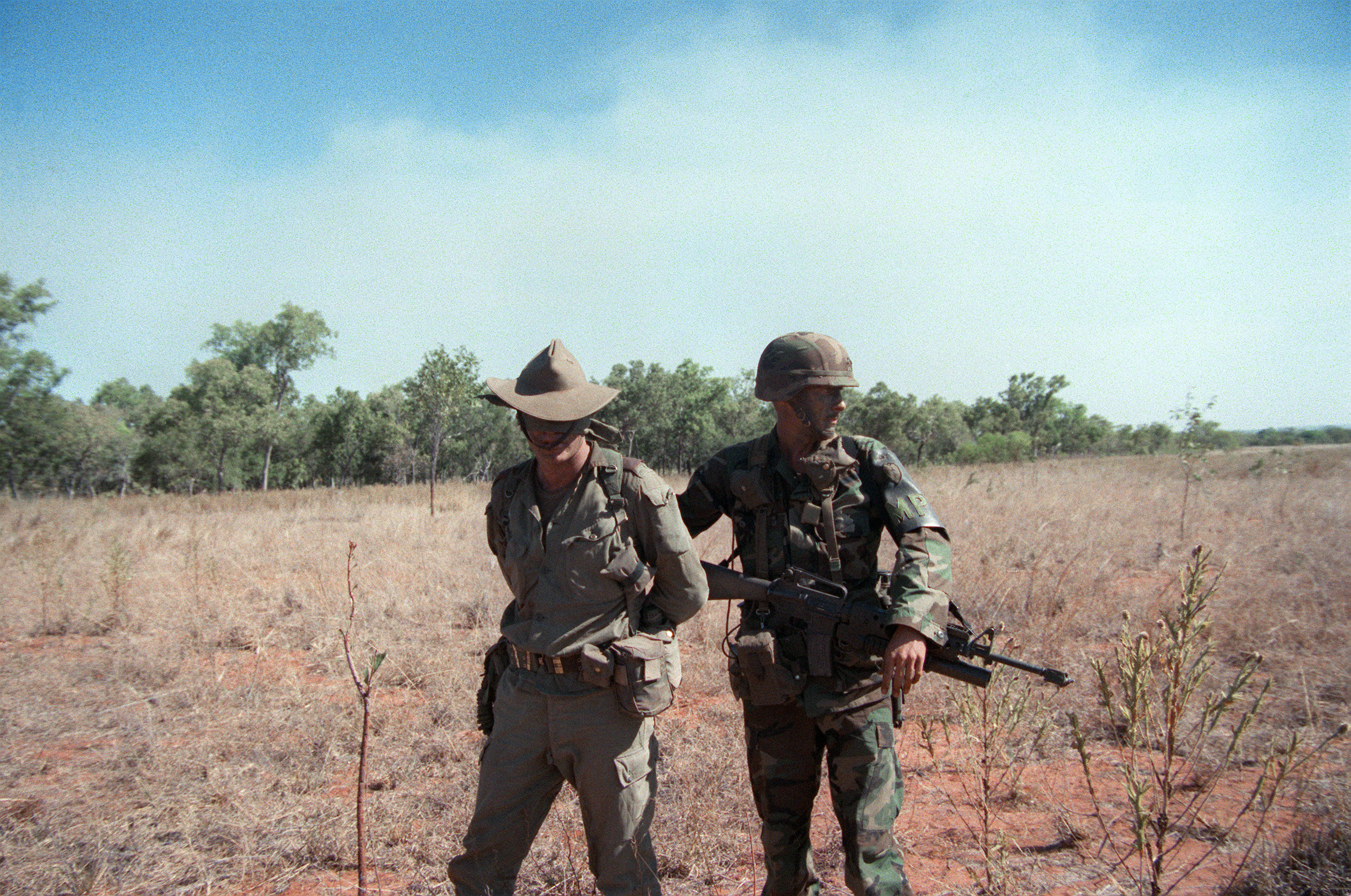
«Языка» конвоируют на базу. Совместные американо-австралийские учения «Кенгуру», 1989 год

Захва́т языка́ — тактический приём, применяемый разведчиками для того, чтобы доставить командованию человека (военнослужащего), от которого планируется получить информацию определённого рода.

## Этимология

### Происхождение выражения
Довольно часто славянам поручалось вести разведывательные действия на территории врага и брать «языка». Впервые в письменном виде одно из таких событий красочно осветил Прокопий Кесарийский в рассказе об осаде города Ауксимо (Озимо) в Италии в 539 г. 
Термин «захватить языка» позднее встречался в сочинении «Стратегикон» (595—602 гг.) императора Маврикия и в военном разделе переводов Катакалона Кекавмена. Во всех переводах на славянские языки это место передавалось одинаково, то есть как сообщение о захвате пленного, от которого можно получить необходимые сведения.

### В современном русском языке
- Военнопленный, захваченный со специальной целью получить сведения о неприятеле[2]
- Пленный, от которого можно получить нужные сведения[3]

## Описание

Захват «языка» двумя разведчиками

Несмотря на то, что этот приём применяется уже много веков, и цель остаётся в общем-то одной и той же — получить информацию, — суть требуемой информации менялась с развитием военного дела, то есть к одинаково необходимым и тысячу лет назад и сегодня общим данным о местонахождении противника, его количестве и составе, планируемых им дальнейших действиях, а также особенностях театра военных действий, добавились такие современные тонкости, как установление нумерации его частей, нанесение на карту необозначенных местных предметов и объектов и т. д. Кроме того, развитие современных технологий существенно снижает необходимость в пленном как источнике информации, однако захват «языка» в обязательном порядке входит в программу боевой подготовки всех Сухопутных войск, а не только отдельных их компонентов, и, частично, других силовых ведомств, не входящих в структуру Министерства обороны.
Вот как советует осуществлять захват языка «Спутник партизана» (1942):

Если у тебя есть время, изучи заранее порядок несения службы у противника: где расставляются секреты и караулы, в какие часы происходит их смена, по каким дорогам ходят вражеские посыльные, где живут офицеры. И т. д. 
Знай наиболее удобные места, где можно захватить пленного: 1) лесные тропинки и дороги, по которым двигаются вражеские связисты и посыльные; 2) окраины населённых пунктов, куда вражеские солдаты ходят для рубки дров; речки, где фашисты купаются и куда водят лошадей на водопой; 3) на биваках противника — тропинки к кухням и коновязям, к ровикам, куда вражеские солдаты ходят для отправления естественных надобностей, и т. п. 
Лучшее время для поиска — тёмная ночь.

Примечательно, что, помимо рекомендаций к захвату, данное методическое пособие содержит также краткий русско-немецкий разговорник для самостоятельного допроса пленного.

## История

### Доимперский период русского государства
Впереди шла «сторо́жа», или передовая стража. Она охраняла главные силы, разведывала о путях и неприятеле и добывала «языков» (пленных).— Андрей Георгиевич Елчанинов, История русской армии и флота — Первый выпуск : Очерк истории военного искусства до Петра Великого.
В ходе Троицкой обороны 26 октября 1606 воевода Григорий Долгоруков-Роща организовал вылазку «охочих» людей с целью захватить «языка».

### Великая Отечественная война
В годы Великой Отечественной войны захватом «языка» порой занимались даже люди, не являющиеся разведчиками, например фронтовой кинооператор Евгений Шапиро в ходе боёв за Колпино.

## Близкие понятия

### Взятие в плен
Пленение является понятием более широким, и может подразумевать под собой не только военнопленных и не только в условиях боевых действий (или войсковых учений). Кроме того, захват языка, даже если он не планировался заранее, осуществляется в результате нападения или оборонительных действий. Попадение же в плен может произойти совершенно случайным образом. Не каждый пленный — «язык».

### Снятие часового
Отличия от сходного приёма — снятия часового — состоят в том, что при захвате «языка» важно причинить ему как можно более лёгкие телесные повреждения и не контузить, так как он нужен живым и вменяемым.